# Yeşilöz, Horasan
Yeşilöz là một xã thuộc huyện Horasan, tỉnh Erzurum, Thổ Nhĩ Kỳ. Dân số thời điểm năm 2011 là 268 người.